# 薬師アルジャン
『薬師アルジャン』（やくしアルジャン）は、山下友美による日本の漫画。

## あらすじ
ベアゾル国の王女プリムラと、天才薬師アルジャンを中心としたラブストーリー。毒の民「バジリスク」として育った少年・アルジャン。姫の毒見役としてベアゾル王に買われた彼だったが、それを知ったプリムラ姫は彼の身を案じ「自分を生かせる道を見付け、生き直しなさい」と彼の任を解いてしまう。そして数年が過ぎ、ひょんなことから薬師となった彼に再会したプリムラ。毒と薬と、それを巡る人の心の機微が描かれる独特の物語。

## 作品データ
- 連載第一回：2004年10月号（カラー50P）
- 連載第二回：2004年11+12月号（カラー48P）
- 連載第三回：2005年1月号（44P）
- 連載第四回：2005年2月号（43P）
- 連載第五回：2005年3+4月号（46P）
- 連載第六回：2005年5月号（カラー44P）
- 連載第七回：2005年6月号（カラー48P）
- 連載第八回：2005年7+8月号（48P）
- 連載第九回：2005年10月号（カラー60P）
- 連載第十回：2005年11+12月号（カラー45P）

## 単行本
- 山下友美 『薬師アルジャン』 秋田書店〈プリンセスコミックス〉、全11巻
  1. 2005年4月16日発売 ISBN 4-253-19501-6
  2. 2005年8月16日発売 ISBN 4-253-19502-4
  3. 2006年4月14日発売 ISBN 4-253-19503-2
  4. 2006年8月16日発売 ISBN 4-253-19504-0
  5. 2007年3月16日発売 ISBN 978-4-253-19505-8
  6. 2007年9月14日発売 ISBN 978-4-253-19506-5
  7. 2008年3月14日発売 ISBN 978-4-253-19507-2
  8. 2008年9月16日発売 ISBN 978-4-253-19508-9
  9. 2009年3月16日発売 ISBN 978-4-253-19509-6
  10. 2009年7月16日発売 ISBN 978-4-253-19510-2
  11. 2009年12月16日発売 ISBN 978-4-253-19585-0